# Всходы (Оренбургская область)
Всходы — посёлок в Оренбургском районе Оренбургской области. Входит в состав Чебеньковского сельсовета.

## История
В 1966 г. Указом Президиума ВС РСФСР поселок отделения № 2 совхоза «Чебеньковский» переименован в Всходы.

## Население
| 2010 |
| ---- |
| 152  |

## Инфраструктура
Развито сельское хозяйство. Действовало отделение совхоза «Чебеньковский».

## Транспорт
Доступен автотранспортом.
Остановка общественного транспорта «Всходы».